# 巴布纳县
巴布纳（Pabna District）为孟加拉国拉杰沙希专区辖县，地处拉杰沙希专区东南部。县境东北部与诺多尔、锡拉杰甘杰县接壤，南隔博多河与拉杰巴里、库什蒂亚县想望，东以贾木纳河与马尼格甘杰县为界，西连库什蒂亚县。全县年平均降雨量1,872毫米，平均气温9.6°C（最低）至33.9°C（最高）。县域总面积2,371.5公里²，总人口2,153,921人（2001），全县共分为9乌帕齐拉，政府驻巴布纳镇。